# Kikki (musikalbum)
Kikki är ett självbetitlat studioalbum av Kikki Danielsson, utgivet 1982. Albumet nådde också den svenska albumlistan, med en 19:e plats den som högsta resultat där.
I juli 2009 släpptes albumet digitalt på Itunes . 

## Låtlista

### Sida A
| Nr | Titel                                        | Låtskrivare                           | Längd |
| -- | -------------------------------------------- | ------------------------------------- | ----- |
| 1. | "Minnet (Memory)"                            | Andrew Lloyd Webber, Olle Bergman     | 4.36  |
| 2. | "Det finns ingen som vet (The Only Way out)" | R. Martinez, Lasse Holm               | 3.00  |
| 3. | "Lady Lay Down"                              | Don Cook, Rafe Vanhoy                 | 3.10  |
| 4. | "Diggy Diggy Lo"                             | Jon dolores Miller, Thomas Minor      | 2.26  |
| 5. | "Texas (When I Die)"                         | Bobby Borchers, Ed Bruce, Patsy Bruce | 3.26  |
| 6. | "Amazing Grace"                              | John Newton                           | 5.16  |

### Sida B
| Nr  | Titel                                                                                                | Låtskrivare                             | Längd |
| --- | --- | --------------------------------------- | ----- |
| 7.  | "Ensamma dagar"                                                                                      | Lasse Holm                              | 4.23  |
| 8.  | "Some Old California Memory"                                                                         | Arthur leo doodle Owens, Warren Robb    | 4.00  |
| 9.  | "Every Face Tells a Story"                                                                           | Michael Allison, Don Black, Peter Sills | 4.43  |
| 10. | "Rock'n'roll, du fick de bästa åren av mitt liv (Rock'n'Roll, I Gave You the Best Years of My Life)" | Kevin Johnson, Ingela Forsman           | 3.50  |
| 11. | "Stagger Lee"                                                                                        | Harold Logan, Lloyd Price               | 3.02  |
| 12. | "I'm Not Ready (to Fall in Love)"                                                                    | Lasse Holm                              | 3.12  |

## Listplaceringar
| Lista (1982-1983) | Topplacering                |
| ----------------- | --------------------------- |
| Sverige           | Sverige (Sverigetopplistan) |

## Medverkande
- Arrangör: Anders Engberg
- Producent: Lasse Holm
- Tekniker: Åke Grahn